# پل-اریک هویر لارسن
پل-اریک هویر لارسن (دانمارکی: Poul-Erik Høyer Larsen؛ زادهٔ ۲۰ سپتامبر ۱۹۶۵) بدمینتون‌باز اهل دانمارک است.